# Schönhauser Allee
La Schönhauser Allee est une voie de Berlin en Allemagne.

## Situation et accès
C'est la principale artère commerçante du quartier berlinois (est) de Prenzlauer Berg et un grand axe de communication nord-sud.
La Schönhauser Allee  débute au sud à l'angle de la Torstraße qui marque la limite entre les quartiers de Prenzlauer Berg et de Mitte, et s'achève au nord à l'intersection avec la Bornholmer Straße. Elle fait partie de la Bundesstraße 96a.

### Transports

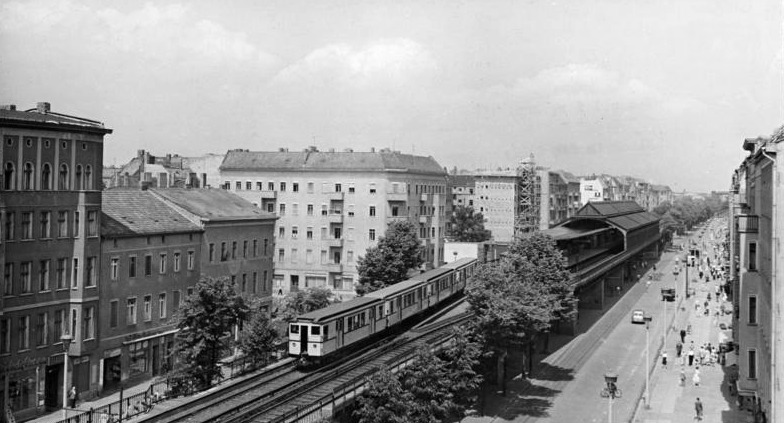
La Schönhauser Allee en juin 1960.

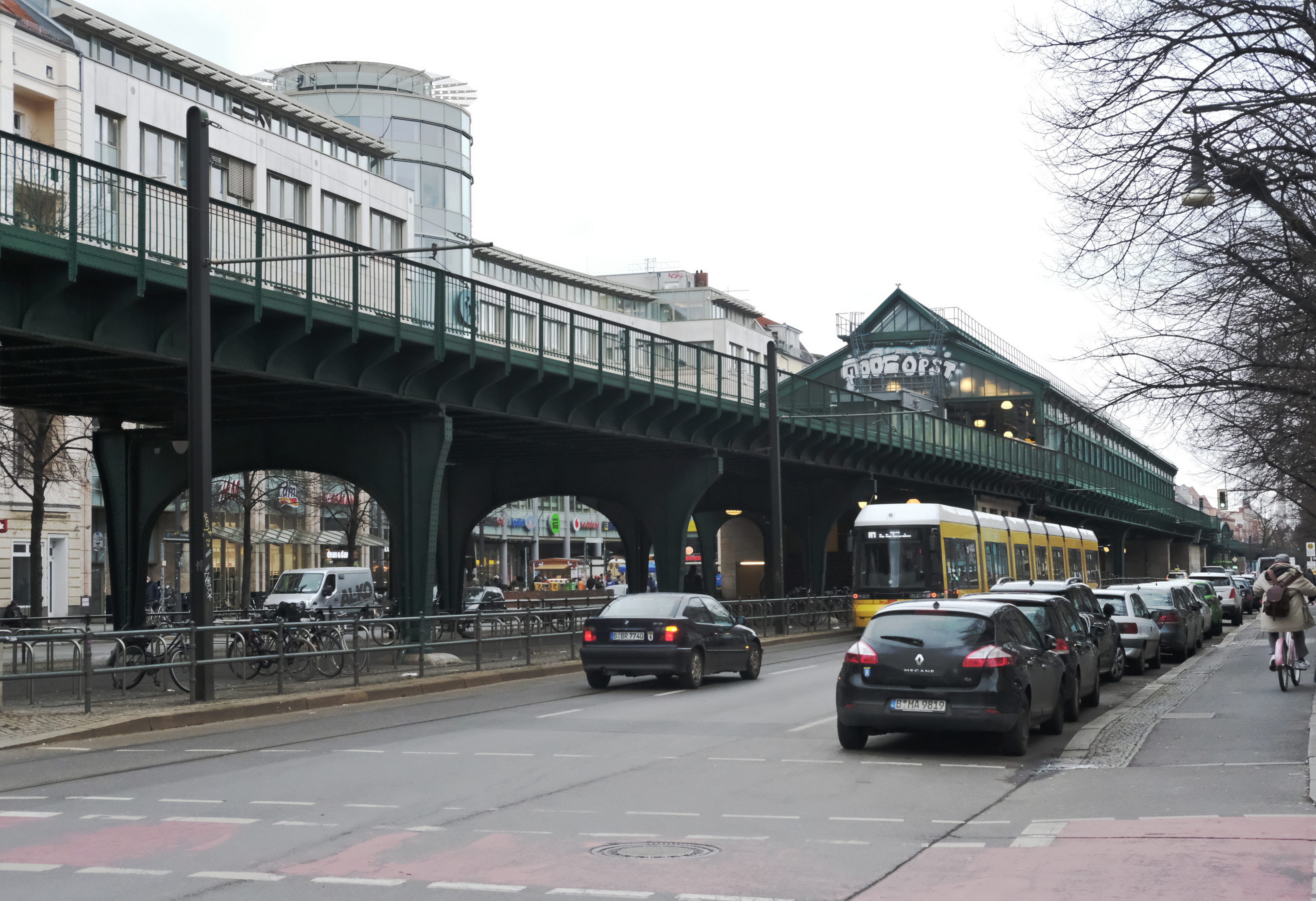
La Schönhauser Allee en mars 2021.

La ligne de métro U2 suit la Schönhauser Allee, en tunnel dans la partie sud, et en viaduc dans sa partie nord, et comprend quatre arrêts. La ligne de tramway M1 est également parallèle à l'Allee dans sa partie nord. La Schönhauser Allee croise à la station du même nom le ring, le périphérique ferroviaire berlinois.
Pour la circulation automobile, la Schönhauser Allee comprend trois files dans chaque sens de circulation dont une est utilisée pour le stationnement, comme c'est souvent le cas à Berlin-Est.
Il y a également deux pistes cyclables de part et d'autre de l'allée. Celles-ci ont la particularité d'être situées sur le trottoir, et sont uniquement matérialisées par une bande de couleur plus sombre, ce qui peut être dangereux pour les piétons non avertis qui marcheraient sur la piste. Les accidents avec les touristes ne sont pas rares. On trouve ce type de pistes cyclables couramment en Allemagne.

## Origine du nom
Elle porte le nom du château de Schönhausen.

## Historique
De 1490 jusqu'au XVIIe siècle, la rue portait le nom de « Pankowscher Landweg », puis elle a été appelée « Schönhauser Weg » vers 1825/1826 avant de prendre le nom de « Schönhauser Allee » en 1841.  Avant son nom définitif, elle s'est également appelée « Chaussee vor dem Schönhauser Tor » pendant une quinzaine d'années. Parmi les autres noms qui lui ont été attribués figurent « Schönhausensche Landstraße », « Chaussee nach Pankow », « Chaussee nach Niederschönhausen », et « Pankower Chaussee ».

## Bâtiments remarquables et lieux de mémoire
- Le cimetière juif, au numéro 22.

## Littérature
- (de) Vladimir Kaminer, Schönhauser Allee

## Cinéma
- 1957 : La police des mineurs intervient (Berlin – Ecke Schönhauser…) de Gerhard Klein